# Herzhorn
Herzhorn là một đô thị ở huyện Steinburg, bang Schleswig-Holstein, Đức. Đô thị này có diện tích 12,43 km², dân số thời điểm 31 tháng 12 năm 2006 là 1098 người. Herxhorn nằmg gần sông Elbe, khoảng 4 km về phía đông Glückstadt, và 15 km về phía nam của Itzehoe.
Herzhorn đã là thủ phủ của Amt cũ ("nhóm đô thị") Herzhorn.